# Ucrania en el Festival de la Canción de Eurovisión 2022
Ucrania participó en el LXVI Festival de la Canción de Eurovisión, que se celebró en Turín, Italia del 10 al 14 de mayo de 2022, tras la victoria de Måneskin con la canción «Zitti e buoni». La Compañía Nacional de Radiodifusión Pública de Ucrania, radiodifusora encargada de la participación ucraniana dentro del festival, decidió organizar por sexta ocasión la final nacional titulada «Natsionalnyi Vidbir» o informalmente, «Vidbir». Se celebró en una sola gala el 12 de febrero de 2022 en Kiev, siendo declarada ganadora Alina Pash tras obtener 15 puntos, siendo la mejor valorada del jurado y la segunda favorita del público. Su canción folk «Tini Zabutykh Predkiv (Shadows of Forgotten Ancestors)» está compuesta por ella misma junto a Taras Bazeev. 
Sin embargo, el día 15 de ese mes, Alina Pash se retiró del concurso debido a la controversia creada por su historial de viaje a Crimea (cuestión prohibida en Ucrania para los artistas) y su posterior investigación. La UA:PBC se reservó el derecho a seleccionar internamente su reemplazo entre los concursantes del Vidbir 2022. Los reemplazantes seleccionados fueron el grupo Kalush Orchestra con el tema folk-rap «Stefania», quienes originalmente se habían clasificado en segundo lugar del concurso con 14 puntos.
Tras la confirmación de Kalush Orchestra como el acto ucraniano en el festival, Ucrania se situó dentro de las primeras 5 posiciones de las casas de apuestas, que tras la Invasión rusa de Ucrania de 2022 subirían hasta el primer sitio. Tras la jornada de ensayos, Ucrania actualmente es el máximo favorito para obtener la victoria del concurso con casi un 50% de probabilidad en las casas de apuestas.
Finalmente en el festival Ucrania cumplió las expectativas de las casas de apuestas, venciendo en la primera semifinal con 337 puntos y cuatro días más tarde, venciendo en la gran final con 631 puntos, 192 del jurado profesional y 439 del televoto, esta última puntuación la mayor jamás registrada en una votación del público. Esta se convirtió en la tercera victoria del país en 17 apariciones en el concurso.

## Historia de Ucrania en el Festival
Ucrania es uno de los países de Europa del Este que se fueron uniendo al festival desde 1993 después de la disolución de la Unión Soviética. Ucrania comenzó a concursar en 2003, con el cantante Olexandr Ponomariov y la canción «Hasta la vista» finalizando en la 14.ª posición. Desde entonces el país ha concursado en 16 ocasiones, siendo uno de los países más exitosos del festival habiéndose posicionado en diez ocasiones dentro del Top 10, incluyendo seis podios. Ucrania ha logrado vencer en dos ocasiones el festival: la primera, en su segunda participación en 2004, con la cantante Ruslana y el tema pop-folk «Wild Dances». La segunda vez sucedió en 2016 gracias a la canción sobre la deportación tártara durante la Segunda Guerra Mundial «1944» de Jamala.
En 2021, el grupo Go_A, se colocaron en 5.ª posición con 364 puntos en la gran final, con el tema «SHUM».

## Representante para Eurovisión

### Natsionalnyi Vidbir 2022
La Natsionalnyi Vidbir 2022 fue la 6.ª edición de la preselección ucraniana. El 18 de junio de 2021, la UA:PBC confirmó su participación en el Festival de la Canción de Eurovisión 2022. El 30 de agosto de 2021 se hizo público el rompimiento del acuerdo de la UA:PBC con la cadena STB, la cual ayudaba en la organización de la final nacional ucraniana, posteriormente confirmando la propia UA:PBC la organización en solitario de la Natsionalnyi Vidbir 2022 como el método para seleccionar al representante ucraniano de 2022 y abriendo un proceso de licitación para productoras que pudieran contribuir con las galas así como la puesta en escena en Eurovisión. La productora seleccionada fue Friends Pro TV.
La competencia consistió en una sola final con una sola fase de votación: Los 8 participantes se sometieron a una votación a 50/50 entre un panel de tres jurados profesionales y el público. En esta ronda, los tres jurados repartieron de 8 a 1 puntos a las 8 canciones según su orden de preferencia, dando 8 puntos a su tema favorito. Los votos de los tres jurados fue sumado y el participante más votado recibió 8 puntos, el segundo más votado recibió 7 puntos y así sucesivamente de 6 a 1 punto con los restantes participantes. El público también repartió de 8 a 1 punto según la clasificación por número de votos vía SMS. Una vez sumadas ambas puntuaciones, el tema con mayor puntuación fue declarado ganador y representante de Ucrania en Eurovisión, teniendo preferencia en caso de un empate quien recibiera más puntos por el televoto.

#### Candidaturas
La UA:PBC abrió un periodo de recepción de canciones entre el 14 de diciembre de 2021 y el 10 de enero de 2022, habiéndose recibido 284 propuestas. El 17 de enero de 2022 se revelaron los nombres de 27 candidatos preseleccionados de las 284 candidaturas, los cuales se presentaron a las audiciones realizadas en el recinto My Dream Space en Kiev. El 24 de enero de 2022, se anunciaron las 8 canciones participantes durante una rueda de prensa en la UA:PBC Radio Hub de Kiev. Un día después, se confirmó que LAUD había sido descalificado después de que se descubriera que su tema «Head Under Water» había sido lanzado por su compositor, Daniel Boting, en 2018 a través de YouTube. Su reemplazo fue Barleben con «Hear My Words».
| Artista          | Canción (Traducción)                                                                                             | Idioma            | Compositor(es)                                                              |
| ---------------- | --- | ----------------- | --------------------------------------------------------------------------- |
| Alina Pash       | «Tini Zabutykh Predkiv (Shadows of Forgotten Ancestors)» (Тіні Забутих Предків) (Sombras de ancestros olvidados) | Ucraniano, Inglés | Alina Pash, Taras Bazeev                                                    |
| Barleben         | «Hear My Words» (Escucha mis palabras)                                                                           | Inglés            | Oleksandr Barleben, Kristina Hromiak                                        |
| Cloudless        | «All Be Alright» (Todo está bien)                                                                                | Inglés            | Yurii Kanalosh, Anton Panfilov, Mykhailo Shatokhin                          |
| Kalush Orchestra | «Stefania» (Стефанія) (Estefanía)                                                                                | Ucraniano         | Ihor Didenchuk, Iván Klimenko, Oleh Psiuk, Tymofii Muzychuk, Vitalii Duzhyk |
| Laud             | «Head Under Water» (Cabeza debajo del agua)                                                                      | Inglés            | Daniel Boting                                                               |
| Michael Soul     | «Demons» (Demonios)                                                                                              | Inglés            | Michael Soul, Vlad Freimann, Andrei Katikov, Ilia Paliakou                  |
| Our Atlantic     | «Moia liubov» (Моя любов) (Mi amor)                                                                              | Ucraniano         | Viktor Baida, Dmytro Bakal                                                  |
| Roxolana         | «Girlzzzz» (Chicazzzz)                                                                                           | Inglés, Ucraniano | Roxolana Syrota, Mykhailo Gaidai                                            |
| Wellboy          | «Nozzy Bossy» (Descalzo)                                                                                         | Inglés, Ucraniano | Anton Velboi, Serhii Yurov, Stepan Oliinik, Yevhen Harbarenko               |

     Candidatura retirada

#### Final
La final tuvo lugar el 12 de febrero de 2022 siendo presentado por Maria Efrosinina con Timur Miroshnychenko como presentador de la green room. El panel del jurado fue conformado por las ex representantes de Ucrania en el Festival de Eurovisión: Jamala y Tina Karol, así como Yaroslav Lodigin. Tras las votaciones, Alina Pash con la balada folk en ucraniano e inglés «Tini Zabutykh Predkiv» fue declarada ganadora tras obtener 15 puntos, siendo la canción preferida por el jurado y la segunda por el televoto.
| N.º | Artista          | Canción                                                  | Jurado | Televoto | Televoto   | Televoto | Lugar | Total |
| N.º | Artista          | Canción                                                  | Puntos | Votos    | Porcentaje | Puntos   | Lugar | Total |
| --- | ---------------- | -------------------------------------------------------- | ------ | -------- | ---------- | -------- | ----- | ----- |
| 1   | Cloudless        | «All Be Alright»                                         | 1      | 3,410    | 4.38%      | 4        | 7     | 5     |
| 2   | Michael Soul     | «Demons»                                                 | 2      | 1,239    | 1.59%      | 1        | 8     | 3     |
| 3   | Our Atlantic     | «Moia liubov»                                            | 5      | 1,605    | 2.06%      | 2        | 6     | 7     |
| 4   | Barleben         | «Hear My Words»                                          | 4      | 2,740    | 3.52%      | 3        | 5     | 7     |
| 5   | Kalush Orchestra | «Stefania»                                               | 6      | 38,634   | 49.63%     | 8        | 2     | 14    |
| 6   | Roxolana         | «Girlzzzz»                                               | 3      | 5,034    | 6.47%      | 5        | 4     | 8     |
| 7   | Wellboy          | «Nozzy Bossy»                                            | 7      | 5,646    | 7.25%      | 6        | 3     | 13    |
| 8   | Alina Pash       | «Tini Zabutykh Predkiv (Shadows of Forgotten Ancestors)» | 8      | 19,535   | 25.10%     | 7        | 1     | 15    |

| N.º | Canción                                                  | Tina Karol | Jamala | Yaroslav Lodyhin | Total | Puntos |
| --- | -------------------------------------------------------- | ---------- | ------ | ---------------- | ----- | ------ |
| 1   | «All Be Alright»                                         | 3          | 1      | 1                | 5     | 1      |
| 2   | «Demons»                                                 | 1          | 2      | 4                | 7     | 2      |
| 3   | «Moia liubov»                                            | 4          | 5      | 6                | 15    | 5      |
| 4   | «Hear My Words»                                          | 5          | 7      | 2                | 14    | 4      |
| 5   | «Stefania»                                               | 7          | 6      | 3                | 16    | 6      |
| 6   | «Girlzzzz»                                               | 2          | 3      | 5                | 10    | 3      |
| 7   | «Nozzy Bossy»                                            | 8          | 4      | 7                | 19    | 7      |
| 8   | «Tini Zabutykh Predkiv (Shadows of Forgotten Ancestors)» | 6          | 8      | 8                | 22    | 8      |

### Controversias

#### Problemas en el anuncio del televoto
Durante el anuncio de los resultados del televoto y posterior anuncio del ganador del concurso, el marcador electrónico sufrió un fallo provocando que el presentador Timur Miroshnychenko tuviera que anunciar los resultados con una hoja de papel. La votación del televoto le dio el segundo lugar (otorgando 7 puntos) a Alina Pash y colocó al grupo Kalush Orchestra en primer lugar otorgándole 8 puntos. La suma total colocó a Alina Pash en primer lugar por un punto de diferencia de Kalush Orchestra. Posterior a la victoria de Pash, el vocalista y líder de la banda Oleh Psiuk acusó a la televisora Suspilne de falsificar los resultados. Psiuk comentó a la prensa:
«Cuando quisimos verificar las bases del concurso, los responsables nos cerraron la puerta y unos guardias de seguridad no nos dejaron entrar, cuando nos dejaron pasar, ya no había nadie» (...) «simplemente queremos justicia y saber los datos» (...) «Si todo estuviera bien, nos lo enseñarían inmediatamente, pero creemos que está falsificado y el público está con nosotros»
En un video en vivo, se pudo ver a Psiuk confrontando al productor del evento, Oleksiy Honcharenko. En el video seguido por 11,000 personas, Psiuk reclamó transparencia de los resultados, con Honcharenko respondiendo que no hubo falsificación. Psiuk también se dirigió a la auditora PwC exigiendo ver el desglose completo de la votación, siendo rechazada su petición. El 18 de febrero de 2022, el presidente del comité organizador de la final nacional y miembro del jurado, Yaroslav Lodyhin renunció a su puesto como una muestra de «la clara reputación de Suspilne en este caso». Finalmente, la cadena ucraniana reveló el desglose completo el día 22 de febrero.

#### Descalificación de Alina Pash

Alina Pash, la verdadera ganadora del Vidbir 2022.

Tras el escándalo producido en 2019 que suscitó la retirada de MARUV como representante ucraniana en el festival de Eurovisión y la subsecuente retirada del país del concurso al no encontrar reemplazo, las siguientes preselecciones ucranianas comenzaron a incluir un requisito de no haber actuado en Rusia desde 2014 o haber ingresado al territorio en disputa de Crimea, esto último en concordancia a la legislación ucraniana actual. El 14 de febrero de 2022, el activista y vlogger de extrema derecha Serhii Sternenko acusó a Alina Pash, ganadora del Vidbir 2022, de haber ingresado a Crimea vía Moscú en 2015 y haber falsificado su certificado de viaje para poder tomar parte de la preselección.
Tras esto, la UA:PBC anunció que iniciaría una investigación sobre dicha situación con el Servicio Fronterizo del país, quienes a su vez declararon que dicho certificado no fue emitido por el Servicio. De esta forma, el 15 de febrero de 2022, Mykola Chernotytskyi, presidenta de la Junta de la NSTU confirmó que el 16 de febrero se reuniría el comité organizador para resolver las interrogantes relacionadas con la participación de Alina Pash.
Tras esto, el equipo de Alina Pash declaró que el certificado de viaje había sido solicitado y proporcionado por una persona del equipo y no por Alina, y que «En cualquier caso, es cierto que ella cruzó la frontera desde el lado ucraniano, y debería haber esta información, estamos en eso. (...) Para nosotros, la declaración del servicio fronterizo fue un momento muy impactante, y ahora estamos tratando de entender para darle a la gente información clara y correcta sobre cómo sucedió todo.»
Finalmente, el 16 de febrero de 2022, Alina Pash a través de una publicación en Instagram confirmó su retirada del concurso afirmando que:
“Soy ciudadana de Ucrania, sigo las leyes de Ucrania, trato de llevar las tradiciones y los valores de Ucrania al mundo. En lo que esta historia se ha convertido no es en absoluto lo que puse en mi canción, soy artista, no político. (...) No quiero esta guerra virtual y el odio. La guerra principal ahora es externa, que llegó a mi país en 2014. No quiero estar más en esta sucia historia. Con gran pesar en mi corazón, retiro mi candidatura como representante de Ucrania en el Festival de Eurovisión. Desafortunadamente. Lo siento mucho. Nos pondremos en contacto con UA:PBC y firmaremos todos los documentos necesarios”.
El 6 de junio de 2022, a través de una entrevista a un periódico, Alina Pash admitió haber entregado un documento falso, reconociendo que sí había viajado en 2015 a Crimea a través de un avión por Rusia para cantar en una boda como corista de Iryna Bilyk.

### Elección Interna
Tras el retiro de Alina Pash, la UA:PBC informó que siguiendo el reglamento del Vidbir, preguntaría a cada uno de los participantes de la final si desearían participar en el Festival de Eurovisión hasta dar con un participante. Dmytro Khorkin, productor general de Suspilne, confirmó el 16 de febrero que dos días después se reuniría el Comité Organizador para decidir al participante sustituto. Un día después se reveló que UA:PBC le haría la invitación a los segundos clasificados Kalush Orchestra para representar a Ucrania, sin embargo, estos rechazaron dicha invitación hasta que los resultados de la final nacional fueran revelados. Tras su publicación el 22 de febrero de 2022, Kalush Orchestra fue anunciado como los participantes ucranianos en el Festival de Eurovisión 2022.

## En Eurovisión
De acuerdo a las reglas del festival, todos los concursantes iniciaron desde las semifinales, a excepción del anfitrión (en este caso, Italia) y el Big Five compuesto por Alemania, España, Francia, la misma Italia y Reino Unido. En el sorteo realizado el 25 de enero de 2022, Ucrania fue sorteada en la primera semifinal del festival. En este mismo sorteo, se determinó que participaría en la primera mitad de la semifinal (posiciones 1-9). Semanas después, ya conocidos los artistas y sus respectivas canciones participantes, la producción del programa dio a conocer el orden de actuación, determinando que el país participara en la sexta posición, precedida por Eslovenia y seguida de Bulgaria.
Los comentarios para Ucrania en televisión corrieron por décima ocasión en la historia por parte de Timur Miroshnychenko, quien también proveyó los comentarios para radio durante las semifinales, mientras la final fue comentada por Anna Zakletska y Dmytro Zakharchenko. La portavoz de la votación del jurado profesional ucraniano fue la cantante y vocalista de Go A, grupo participante en el festival de Eurovisión del año anterior por Ucrania, Kateryna Pavlenko.

### Semifinal 1

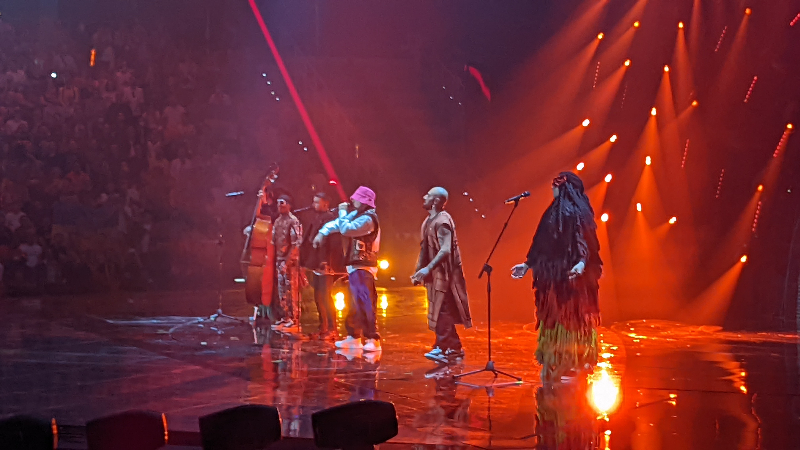
Kalush Orchestra durante la primera semifinal.

Kalush Orchestra tomó parte de los ensayos los días 30 de mayo y 4 de mayo así como de los ensayos generales con vestuario de la primera semifinal los días 9 y 10 de mayo. El ensayo general de la tarde del 9 será tomado en cuenta por los jurados profesionales para emitir sus votos, que representaron el 50% de los puntos. Ucrania se presentó en la posición 6, detrás de Bulgaria y por delante de Eslovenia.
La actuación ucraniana tuvo a los 6 integrantes del grupo bailando en hilera con sus seis siluetas proyectadas en el suelo del escenario. En los fondos se proyectaron símbolos representativos del folclor ucraniano y durante el estribillo, los ojos de una mujer anciana (en referencia a la madre Stefania) derramaron lágrimas doradas que se unían en el centro del escenario. Los 6 integrantes pasaron al centro del escenario donde se proyectaron las manos de la mujer y sobre las cuales MC KylymMen comenzó a realizar un baile de Hip hop. Al final las luces del arco pasaron del color naranja al azul y amarillo en referencia a la bandera ucraniana.
Al final del show, Ucrania fue anunciada como uno de los 10 países finalistas. Los resultados revelados una vez terminado el festival, posicionaron a Ucrania en primer lugar de la semifinal con un total de 337 puntos, habiendo obtenido la primera posición del público con 202 puntos (incluyendo 12 máximas puntuaciones) y obteniendo el cuarto lugar del jurado profesional con 135 puntos. Esta se convirtió en la segunda victoria de Ucrania en una semifinal, la primera desde Ani Lorak en 2008.

### Final
Durante la rueda de prensa de los ganadores de la primera semifinal, se realizó el sorteo en el que se decidió en que mitad participaría cada finalista. Ucrania fue sorteada para participar en la primera mitad de la final (posiciones 1-13). El orden de actuación revelado durante la madrugada del viernes 13 de mayo, decidió que Ucrania debía actuar en la posición 12 por delante de Países Bajos y por detrás de Alemania. Kalush Orchestra tomó parte de los ensayos generales con vestuario de la final los días 13 y 14 de mayo. El ensayo general de la tarde del 13 fue tomado en cuenta por los jurados profesionales para emitir sus votos, que representaron el 50% de los puntos.
Durante la final, la actuación causó polémica tras la larga exposición del público con banderas ucranianas una vez finalizada la actuación (alrededor de 20 segundos, como se puede constatar en el videoclip subido en YouTube) en comparación a lo normal que son unos pocos segundos para pasar a la postal de la siguiente actuación. También causó polémica el mensaje político del rapero Oleh Psiuk quien exclamó «Please help Ukraine Mariupol, help Azovstal right now». Tan solo tres días después, la fábrica de Azovstal caería en manos del bando de la República Popular de Donetsk.
Durante la votación final, Ucrania se colocó en cuarta posición del jurado profesional con 192 puntos, incluyendo la máxima puntuación de cinco países: Letonia, Lituania, Moldavia, Polonia y Rumania. Posteriormente, se reveló su votación del público: el primer puesto con la puntuación récord de 439 puntos, recibiendo votos de los 39 países con 28 puntuaciones máximas (rompiendo el récord de 18 de Loreen en 2012 y de Salvador Sobral en la votación del jurado en 2017) y un mínimo de 7 puntos de Serbia. La sumatoria final de 631 puntos le otorgó a Ucrania su tercera victoria en el concurso, convirtiéndose «Stefania» en la primera canción de hip hop que gana el festival y la puntuación se convirtió en la segunda más grande de la historia del concurso, solo detrás de los 758 puntos de Portugal en 2017.

### Votación

#### Puntuación a Ucrania

##### Semifinal 1
| Jurado | Jurado                                           | Jurado                 | Jurado                                                          | Jurado    |
| 12 puntos | 10 puntos                                        | 8 puntos               | 7 puntos                                                        | 6 puntos  |
| --- | ------------------------------------------------ | ---------------------- | --------------------------------------------------------------- | --------- |
| - Albania - Letonia - Lituania - Moldavia                                                                                          | - Francia - Islandia                             | - Suiza - Países Bajos | - Armenia - Croacia - Dinamarca - Eslovenia - Italia - Portugal | - Noruega |
| 5 puntos | 4 puntos                                         | 3 puntos               | 2 puntos                                                        | 1 punto   |
| |                                                  | - Grecia               |                                                                 |           |
| Televoto |                                                  |                        |                                                                 |           |
| 12 puntos | 10 puntos                                        | 8 puntos               | 7 puntos                                                        | 6 puntos  |
| - Armenia - Austria - Bulgaria - Croacia - Dinamarca - Islandia - Italia - Letonia - Lituania - Moldavia - Países Bajos - Portugal | - Eslovenia - Francia - Grecia - Noruega - Suiza | - Albania              |                                                                 |           |
| 5 puntos | 4 puntos                                         | 3 puntos               | 2 puntos                                                        | 1 punto   |
| |                                                  |                        |                                                                 |           |

##### Final
| Jurado | Jurado                                                                            | Jurado                           | Jurado                                  | Jurado                                                  |
| 12 puntos | 10 puntos                                                                         | 8 puntos                         | 7 puntos                                | 6 puntos                                                |
| --- | --------------------------------------------------------------------------------- | -------------------------------- | --------------------------------------- | ------------------------------------------------------- |
| - Letonia - Lituania - Moldavia - Polonia - Rumania | - Alemania - Francia - Islandia                                                   | - Croacia - Eslovenia - Portugal | - Albania - Australia - Chipre - Israel | - Armenia - Azerbaiyán - Bélgica - Georgia - Montenegro |
| 5 puntos | 4 puntos                                                                          | 3 puntos                         | 2 puntos                                | 1 punto                                                 |
| - Dinamarca | - República Checa                                                                 | - Irlanda - Noruega - Suiza      | - San Marino                            |                                                         |
| Televoto |                                                                                   |                                  |                                         |                                                         |
| 12 puntos | 10 puntos                                                                         | 8 puntos                         | 7 puntos                                | 6 puntos                                                |
| - Australia - Austria - Alemania - Azerbaiyán - Bélgica - Bulgaria - Chipre - Dinamarca - España - Estonia - Finlandia - Francia - Georgia - Irlanda - Islandia - Israel - Italia - Letonia - Lituania - Moldavia - Noruega - Países Bajos - Polonia - Portugal - Reino Unido - República Checa - San Marino - Suecia | - Albania - Armenia - Croacia - Eslovenia - Grecia - Montenegro - Rumania - Suiza | - Macedonia del Norte - Malta    | - Serbia                                |                                                         |
| 5 puntos | 4 puntos                                                                          | 3 puntos                         | 2 puntos                                | 1 punto                                                 |
| |                                                                                   |                                  |                                         |                                                         |

#### Votación realizada por Ucrania
| Puntos    | Jurado       | Televoto     |
| --------- | ------------ | ------------ |
| 12 puntos | Países Bajos | Lituania     |
| 10 puntos | Armenia      | Moldavia     |
| 8 puntos  | Portugal     | Islandia     |
| 7 puntos  | Grecia       | Noruega      |
| 6 puntos  | Suiza        | Países Bajos |
| 5 puntos  | Dinamarca    | Letonia      |
| 4 puntos  | Islandia     | Portugal     |
| 3 puntos  | Croacia      | Austria      |
| 2 puntos  | Moldavia     | Armenia      |
| 1 punto   | Noruega      | Grecia       |

| Puntos    | Jurado          | Televoto     |
| --------- | --------------- | ------------ |
| 12 puntos | Reino Unido     | Polonia      |
| 10 puntos | Portugal        | Lituania     |
| 8 puntos  | Países Bajos    | Islandia     |
| 7 puntos  | Grecia          | Reino Unido  |
| 6 puntos  | Suiza           | Moldavia     |
| 5 puntos  | Azerbaiyán      | Estonia      |
| 4 puntos  | Suecia          | Finlandia    |
| 3 puntos  | Australia       | Países Bajos |
| 2 puntos  | Armenia         | Noruega      |
| 1 punto   | República Checa | España       |

##### Desglose
El jurado ucraniano estuvo compuesto por:
- ANDRIY YATSKIV
- Andriy Kapral
- Iryna Fedyshyn
- Lukian Halkin
- Vadym Lysycia

| Semifinal 1 | Semifinal 1  | Semifinal 1                | Semifinal 1                | Semifinal 1                | Semifinal 1                | Semifinal 1                | Semifinal 1                | Semifinal 1                | Semifinal 1                | Semifinal 1                |
| N.º         | País         | Jurado                     | Jurado                     | Jurado                     | Jurado                     | Jurado                     | Jurado                     | Jurado                     | Televoto                   | Televoto                   |
| N.º         | País         | Jurado A                   | Jurado B                   | Jurado C                   | Jurado D                   | Jurado E                   | Rank                       | Pts                        | Rank                       | Pts                        |
| ----------- | ------------ | -------------------------- | -------------------------- | -------------------------- | -------------------------- | -------------------------- | -------------------------- | -------------------------- | -------------------------- | -------------------------- |
| 01          | Albania      | 16                         | 15                         | 16                         | 16                         | 11                         | 16                         |                            | 16                         |                            |
| 02          | Letonia      | 13                         | 13                         | 7                          | 10                         | 9                          | 12                         |                            | 6                          | 5                          |
| 03          | Lituania     | 12                         | 14                         | 12                         | 14                         | 13                         | 14                         |                            | 1                          | 12                         |
| 04          | Suiza        | 5                          | 2                          | 8                          | 5                          | 14                         | 5                          | 6                          | 12                         |                            |
| 05          | Eslovenia    | 15                         | 16                         | 10                         | 15                         | 15                         | 15                         |                            | 15                         |                            |
| 06          | Ucrania      | -------------------------- | -------------------------- | -------------------------- | -------------------------- | -------------------------- | -------------------------- | -------------------------- | -------------------------- | -------------------------- |
| 07          | Bulgaria     | 6                          | 7                          | 11                         | 13                         | 12                         | 11                         |                            | 14                         |                            |
| 08          | Países Bajos | 1                          | 4                          | 4                          | 2                          | 1                          | 1                          | 12                         | 5                          | 6                          |
| 09          | Moldavia     | 3                          | 11                         | 14                         | 9                          | 16                         | 9                          | 2                          | 2                          | 10                         |
| 10          | Portugal     | 4                          | 1                          | 2                          | 4                          | 2                          | 3                          | 8                          | 7                          | 4                          |
| 11          | Croacia      | 7                          | 9                          | 9                          | 12                         | 5                          | 8                          | 3                          | 13                         |                            |
| 12          | Dinamarca    | 8                          | 8                          | 5                          | 6                          | 3                          | 6                          | 5                          | 11                         |                            |
| 13          | Austria      | 14                         | 12                         | 15                         | 7                          | 10                         | 13                         |                            | 8                          | 3                          |
| 14          | Islandia     | 9                          | 6                          | 6                          | 8                          | 8                          | 7                          | 4                          | 3                          | 8                          |
| 15          | Grecia       | 11                         | 5                          | 3                          | 3                          | 6                          | 4                          | 7                          | 10                         | 1                          |
| 16          | Noruega      | 10                         | 10                         | 13                         | 11                         | 4                          | 10                         | 1                          | 4                          | 7                          |
| 17          | Armenia      | 2                          | 3                          | 1                          | 1                          | 7                          | 2                          | 10                         | 9                          | 2                          |

| Final | Final           | Final                      | Final                      | Final                      | Final                      | Final                      | Final                      | Final                      | Final                      | Final                      |
| N.º   | País            | Jurado                     | Jurado                     | Jurado                     | Jurado                     | Jurado                     | Jurado                     | Jurado                     | Televoto                   | Televoto                   |
| N.º   | País            | Jurado A                   | Jurado B                   | Jurado C                   | Jurado D                   | Jurado E                   | Rank                       | Pts                        | Rank                       | Pts                        |
| ----- | --------------- | -------------------------- | -------------------------- | -------------------------- | -------------------------- | -------------------------- | -------------------------- | -------------------------- | -------------------------- | -------------------------- |
| 01    | República Checa | 14                         | 3                          | 14                         | 18                         | 19                         | 10                         | 1                          | 16                         |                            |
| 02    | Rumania         | 23                         | 17                         | 13                         | 21                         | 16                         | 22                         |                            | 17                         |                            |
| 03    | Portugal        | 5                          | 6                          | 3                          | 2                          | 2                          | 2                          | 10                         | 13                         |                            |
| 04    | Finlandia       | 17                         | 13                         | 17                         | 19                         | 14                         | 20                         |                            | 7                          | 4                          |
| 05    | Suiza           | 8                          | 8                          | 2                          | 5                          | 4                          | 5                          | 6                          | 22                         |                            |
| 06    | Francia         | 20                         | 11                         | 23                         | 14                         | 7                          | 14                         |                            | 14                         |                            |
| 07    | Noruega         | 15                         | 14                         | 18                         | 13                         | 11                         | 16                         |                            | 9                          | 2                          |
| 08    | Armenia         | 12                         | 7                          | 12                         | 8                          | 13                         | 9                          | 2                          | 23                         |                            |
| 09    | Italia          | 21                         | 15                         | 21                         | 12                         | 5                          | 12                         |                            | 21                         |                            |
| 10    | España          | 22                         | 12                         | 22                         | 24                         | 18                         | 23                         |                            | 10                         | 1                          |
| 11    | Países Bajos    | 6                          | 2                          | 4                          | 4                          | 3                          | 3                          | 8                          | 8                          | 3                          |
| 12    | Ucrania         | -------------------------- | -------------------------- | -------------------------- | -------------------------- | -------------------------- | -------------------------- | -------------------------- | -------------------------- | -------------------------- |
| 13    | Alemania        | 10                         | 16                         | 16                         | 15                         | 21                         | 18                         |                            | 12                         |                            |
| 14    | Lituania        | 24                         | 20                         | 19                         | 11                         | 17                         | 21                         |                            | 2                          | 10                         |
| 15    | Azerbaiyán      | 1                          | 9                          | 5                          | 6                          | 8                          | 6                          | 5                          | 19                         |                            |
| 16    | Bélgica         | 9                          | 21                         | 20                         | 16                         | 24                         | 19                         |                            | 18                         |                            |
| 17    | Grecia          | 4                          | 5                          | 6                          | 3                          | 6                          | 4                          | 7                          | 24                         |                            |
| 18    | Islandia        | 16                         | 19                         | 8                          | 10                         | 15                         | 13                         |                            | 3                          | 8                          |
| 19    | Moldavia        | 18                         | 18                         | 7                          | 23                         | 23                         | 17                         |                            | 5                          | 6                          |
| 20    | Suecia          | 13                         | 4                          | 9                          | 9                          | 9                          | 7                          | 4                          | 11                         |                            |
| 21    | Australia       | 3                          | 24                         | 11                         | 17                         | 10                         | 8                          | 3                          | 20                         |                            |
| 22    | Reino Unido     | 2                          | 1                          | 1                          | 1                          | 1                          | 1                          | 12                         | 4                          | 7                          |
| 23    | Polonia         | 11                         | 10                         | 15                         | 7                          | 12                         | 11                         |                            | 1                          | 12                         |
| 24    | Serbia          | 19                         | 23                         | 24                         | 22                         | 22                         | 24                         |                            | 15                         |                            |
| 25    | Estonia         | 7                          | 22                         | 10                         | 20                         | 20                         | 15                         |                            | 6                          | 5                          |